# Anthidiellum tegwaniense
Anthidiellum tegwaniense är en biart som först beskrevs av Cockerell 1914.  Anthidiellum tegwaniense ingår i släktet Anthidiellum och familjen buksamlarbin. Inga underarter finns listade i Catalogue of Life.